# Vellevans
Vellevans est une commune française située dans le département du Doubs, la région culturelle et historique de Franche-Comté et la région administrative Bourgogne-Franche-Comté ; elle possède deux fleurs village fleuri.
Les habitants de Vellevans sont appelés les Vellevanais.

## Géographie
Le village occupe un secteur géographique spécial, puisque son territoire se situe entre 392 m et 742 m d'altitude. Il est traversé par une voie romaine conduisant de Besançon au Rhin.

### Toponymie
Velevan en 1147 ; Vyllevans en 1275 ; Velevant en 1277 ; Volevanz ou Valvanz en 1286 ; Valvans en 1697 ; Vallevans en 1424 ; Vellevans depuis 1671.

### Climat
Pour des articles plus généraux, voir Climat de la Bourgogne-Franche-Comté et Climat du Doubs.
En 2010, le climat de la commune est de type climat de montagne, selon une étude du Centre national de la recherche scientifique s'appuyant sur une série de données couvrant la période 1971-2000. En 2020, Météo-France publie une typologie des climats de la France métropolitaine dans laquelle la commune est dans une zone de transition entre le climat semi-continental et le climat de montagne et est dans la région climatique  Jura, caractérisée par une forte pluviométrie en toutes saisons (1 000 à 1 500 mm/an), des hivers rigoureux et un ensoleillement médiocre. 
Pour la période 1971-2000, la température annuelle moyenne est de 9,2 °C, avec une amplitude thermique annuelle de 17,1 °C. Le cumul annuel moyen de précipitations est de 1 312 mm, avec 12,7 jours de précipitations en janvier et 11 jours en juillet. Pour la période 1991-2020, la température moyenne annuelle observée sur la station météorologique de Météo-France la plus proche, « Sancey-le-grand », sur la commune de Sancey à 7 km à vol d'oiseau, est de 10,2 °C et le cumul annuel moyen de précipitations est de 1 161,7 mm. 
La température maximale relevée sur cette station est de 37,9 °C, atteinte le 24 juillet 2019 ; la température minimale est de −22 °C, atteinte le 20 décembre 2009,,. 
Les paramètres climatiques de la commune ont été estimés pour le milieu du siècle (2041-2070) selon différents scénarios d'émission de gaz à effet de serre à partir des nouvelles projections climatiques de référence DRIAS-2020. Ils sont consultables sur un site dédié publié par Météo-France en novembre 2022.

## Urbanisme

### Typologie
Au 1er janvier 2024, Vellevans est catégorisée commune rurale à habitat dispersé, selon la nouvelle grille communale de densité à 7 niveaux définie par l'Insee en 2022.
Elle est située hors unité urbaine et hors attraction des villes,.

### Occupation des sols
L'occupation des sols de la commune, telle qu'elle ressort de la base de données européenne d’occupation biophysique des sols Corine Land Cover (CLC), est marquée par l'importance des forêts et milieux semi-naturels (57,7 % en 2018), une proportion sensiblement équivalente à celle de 1990 (57,6 %). La répartition détaillée en 2018 est la suivante : 
forêts (57,3 %), prairies (17,5 %), zones agricoles hétérogènes (11,8 %), terres arables (10,5 %), zones urbanisées (2,6 %), milieux à végétation arbustive et/ou herbacée (0,4 %). L'évolution de l’occupation des sols de la commune et de ses infrastructures peut être observée sur les différentes représentations cartographiques du territoire : la carte de Cassini (XVIIIe siècle), la carte d'état-major (1820-1866) et les cartes ou photos aériennes de l'IGN pour la période actuelle (1950 à aujourd'hui).

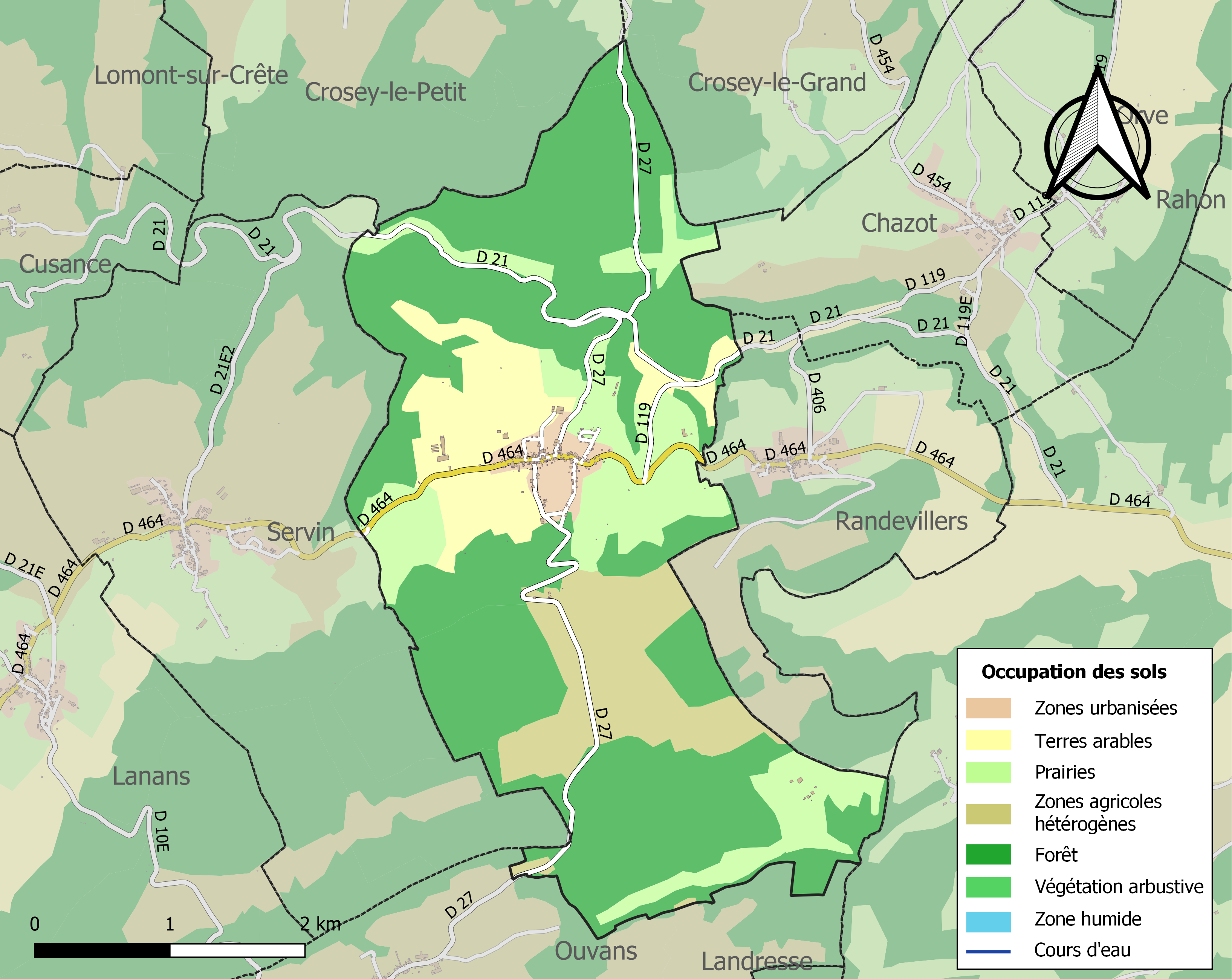
Carte des infrastructures et de l'occupation des sols de la commune en 2018 (CLC).

## Histoire
Le village est mentionné la première fois en 1147 par l’archevêque de Besançon qui confirme au prieuré de Lanthenans sa possession de la terre de Vellevans.
Le village vit de la culture de l’élevage et de la forêt. Au milieu du XIXe siècle, Vellevans compte 450 habitants, des carrières sont exploitées, des scieries sont en activité et la fromagerie compte 22 sociétaires. L’église construite en 1740.

## Politique et administration
| Période                                  | Période                     | Identité                                        | Étiquette | Qualité    |
| ---------------------------------------- | --------------------------- | ----------------------------------------------- | --------- | ---------- |
| mars 2001                                | 2008                        | Claude Michel                                   |           |            |
| mars 2008                                | En cours (au 1er juin 2020) | Gérard Dutrieux, Réélu pour le mandat 2020-2026 | DVD       | Commerçant |
| Les données manquantes sont à compléter. |                             |                                                 |           |            |

## Population et société

### Démographie
L'évolution du nombre d'habitants est connue à travers les recensements de la population effectués dans la commune depuis 1793. Pour les communes de moins de 10 000 habitants, une enquête de recensement portant sur toute la population est réalisée tous les cinq ans, les populations de référence des années intermédiaires étant quant à elles estimées par interpolation ou extrapolation. Pour la commune, le premier recensement exhaustif entrant dans le cadre du nouveau dispositif a été réalisé en 2005.

En 2022, la commune comptait 247 habitants, en évolution de +9,29 % par rapport à 2016 (Doubs : +1,88 %, France hors Mayotte : +2,11 %).
| 1793 | 1800 | 1806 | 1821 | 1831 | 1836 | 1841 | 1846 | 1851 |
| ---- | ---- | ---- | ---- | ---- | ---- | ---- | ---- | ---- |
| 391  | 322  | 367  | 410  | 446  | 425  | 430  | 447  | 448  |

| 1856 | 1861 | 1866 | 1872 | 1876 | 1881 | 1886 | 1891 | 1896 |
| ---- | ---- | ---- | ---- | ---- | ---- | ---- | ---- | ---- |
| 450  | 462  | 448  | 390  | 381  | 411  | 406  | 359  | 359  |

| 1901 | 1906 | 1911 | 1921 | 1926 | 1931 | 1936 | 1946 | 1954 |
| ---- | ---- | ---- | ---- | ---- | ---- | ---- | ---- | ---- |
| 325  | 326  | 300  | 250  | 278  | 307  | 301  | 279  | 256  |

| 1962 | 1968 | 1975 | 1982 | 1990 | 1999 | 2005 | 2006 | 2010 |
| ---- | ---- | ---- | ---- | ---- | ---- | ---- | ---- | ---- |
| 269  | 264  | 227  | 222  | 207  | 218  | 195  | 196  | 187  |

| 2015 | 2020 | 2022 | - | - | - | - | - | - |
| ---- | ---- | ---- | - | - | - | - | - | - |
| 223  | 237  | 247  | - | - | - | - | - | - |

## Lieux et monuments
- Église Saint-Pierre-et-Saint-Paul de Vellevans (XVIIIe siècle) avec un clocher à dôme à impériale en tuiles vernissées récemment restauré.
- Sanctuaire Notre-Dame des "combeaux" où se déroule tous les ans la messe du 15 aout.
- 5 fontaines-lavoirs du XVIIIe siècle.

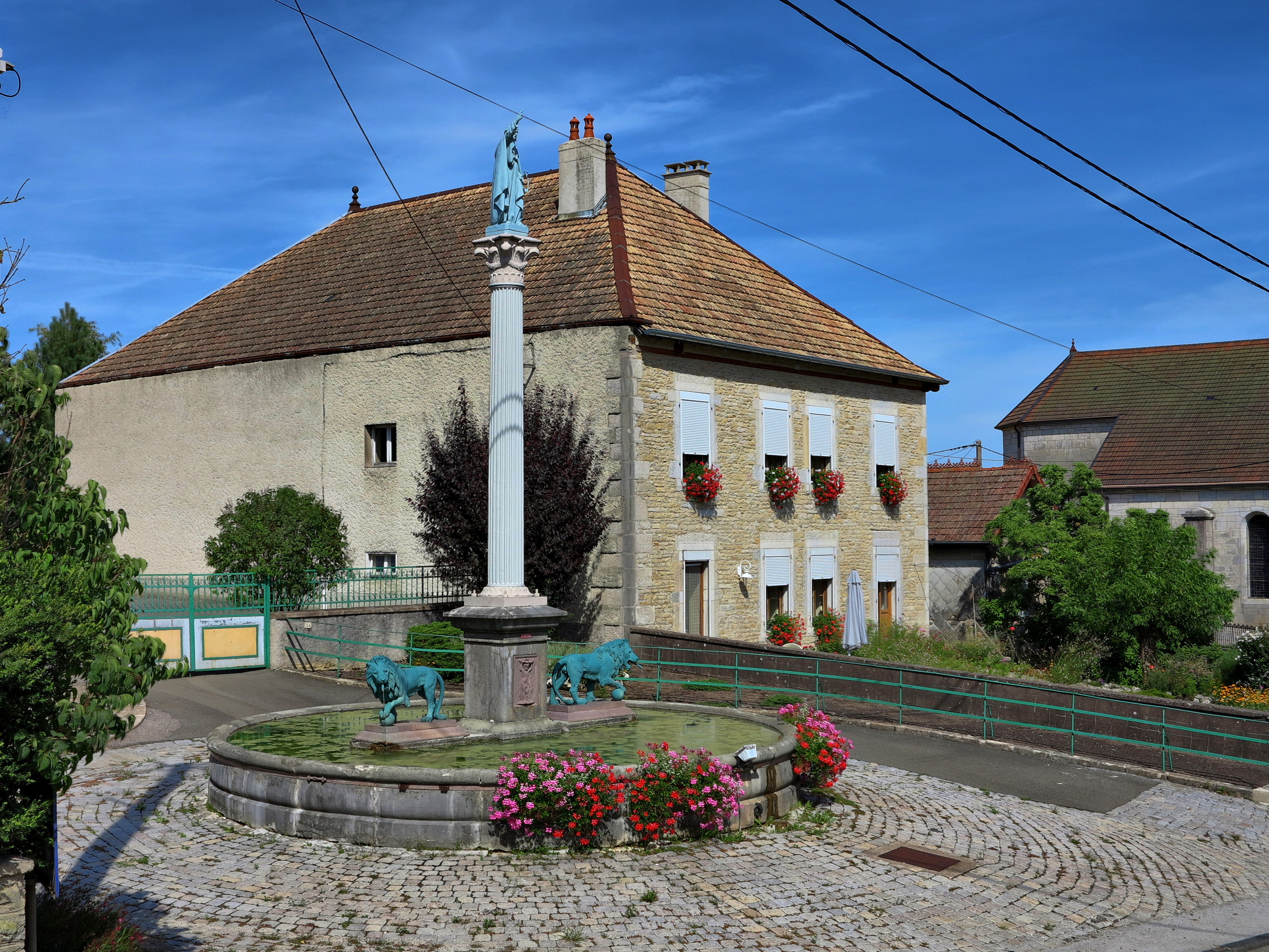
La fontaine aux lions.
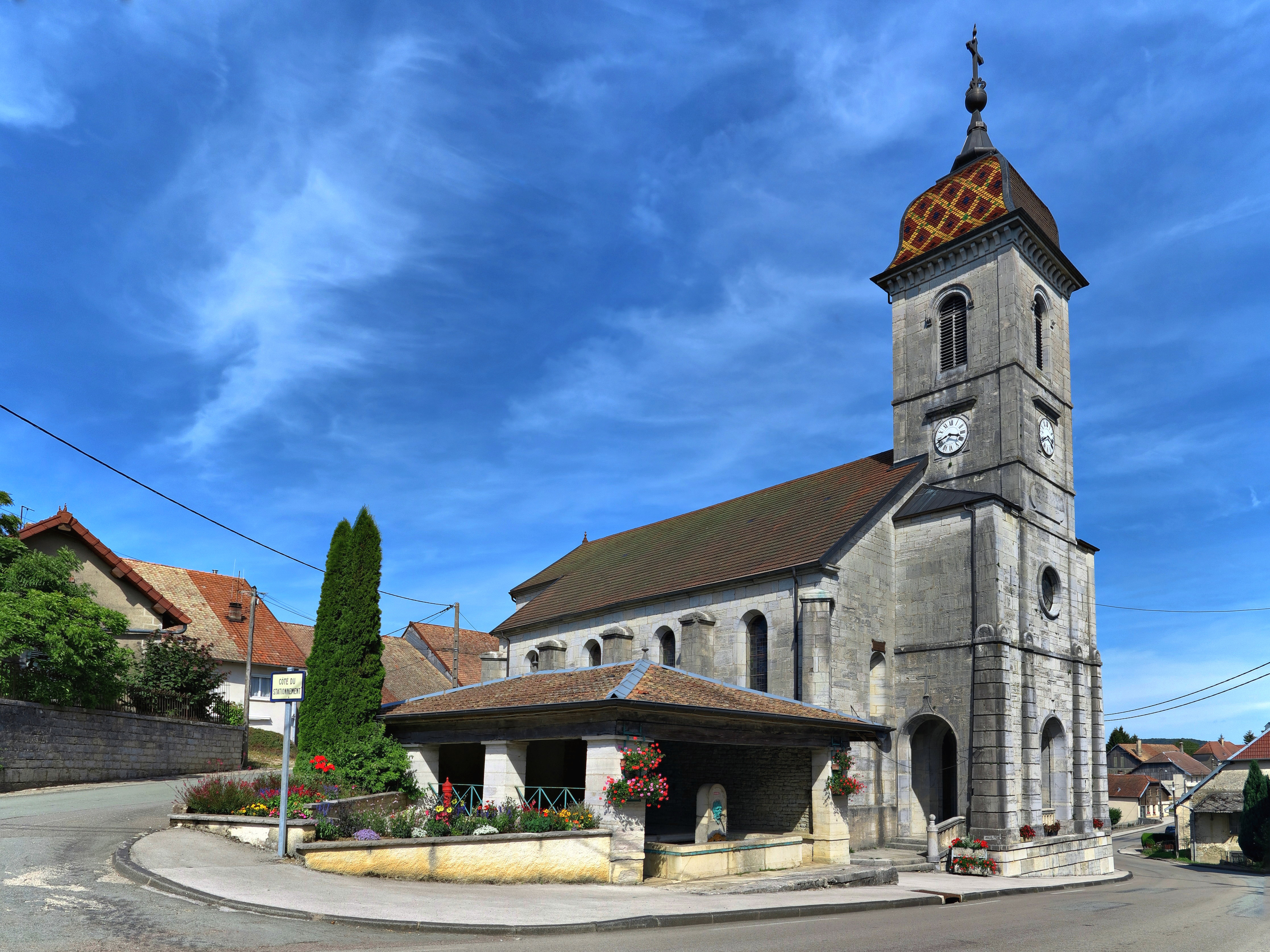
La fontaine-lavoir Neptune et l'église.
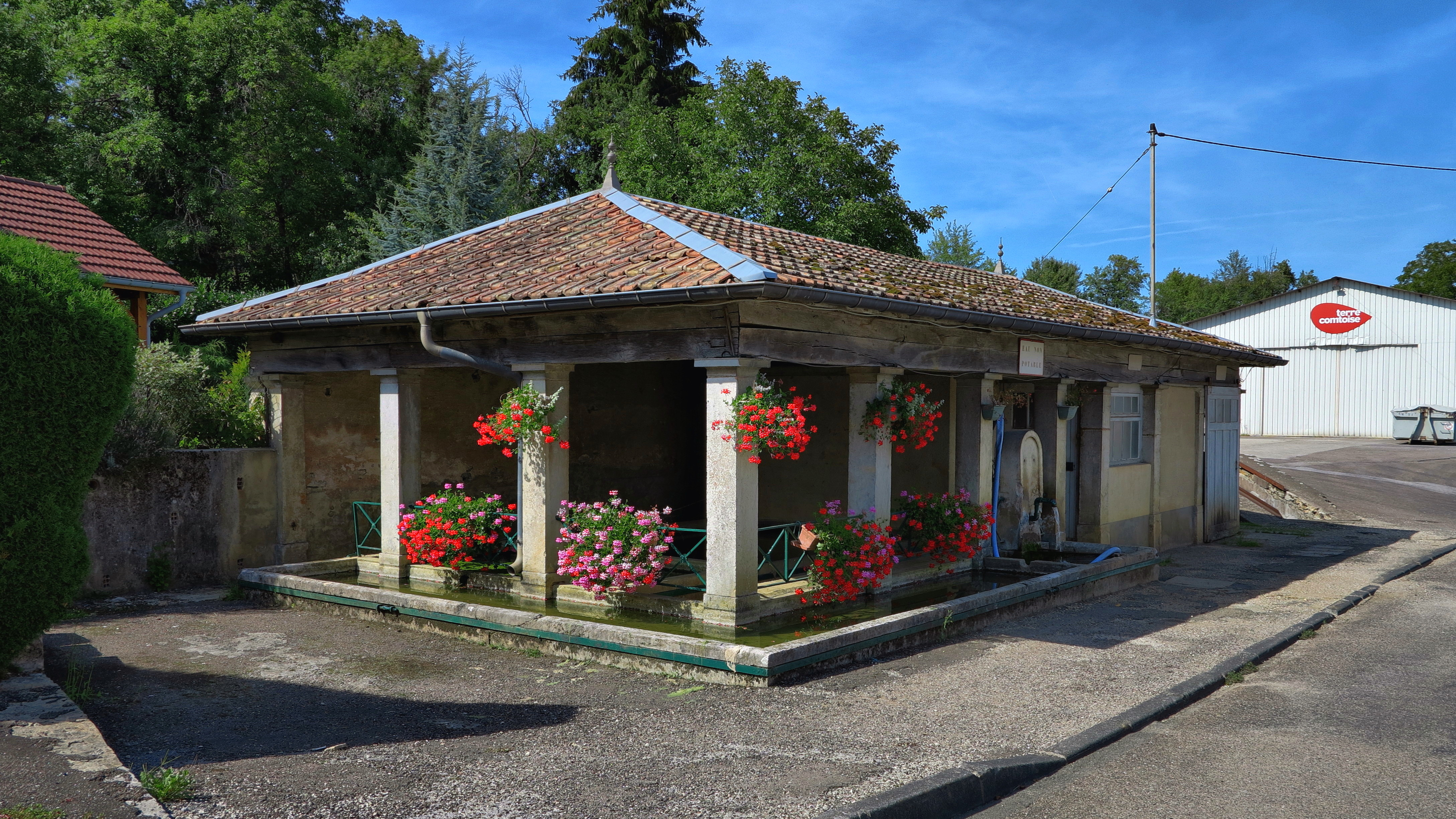
Le lavoir-abreuvoir.
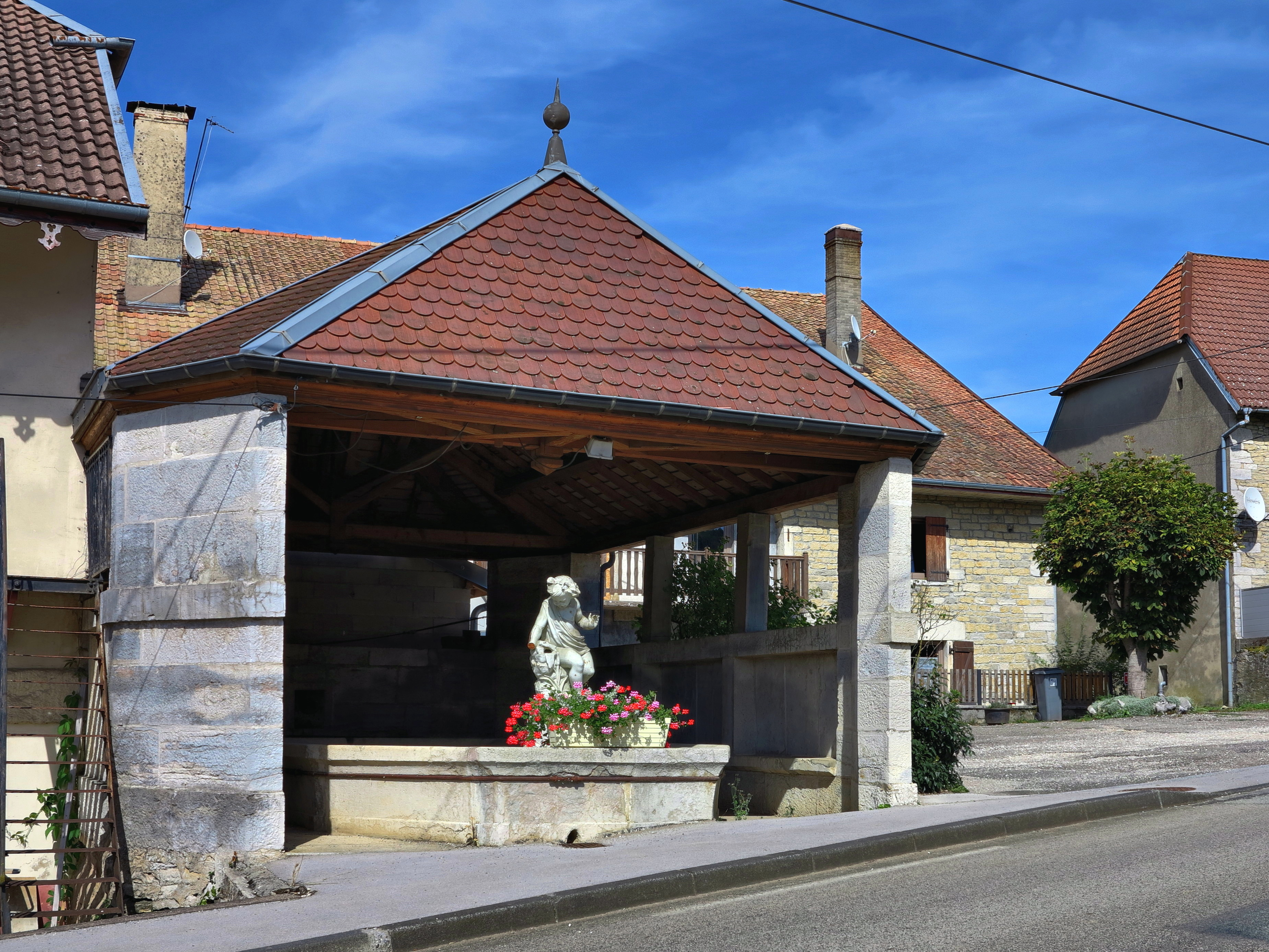
Le lavoir de Cupidon.
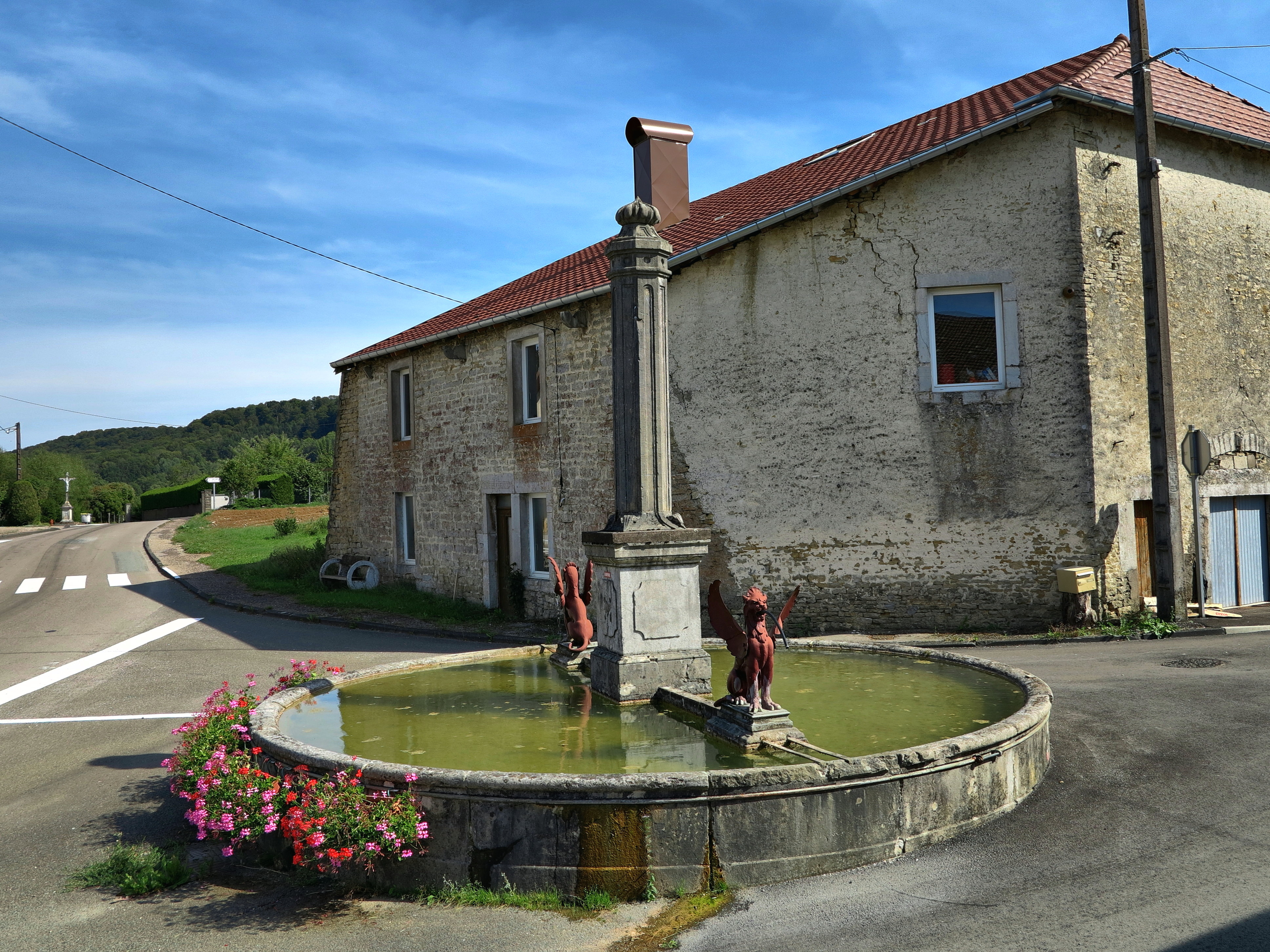
La fontaine aux griffons.

## Économie
A Vellevans l'exploitation du bois est florissante puisqu'il s'y trouve 3 scieries. L'une d'elles : « Les Avivés de l'Est » a un chiffre d'affaires de près de 3 millions d'euros. Cette scierie a travaillé le bois qui a servi à réaliser le pavillon France de l'Exposition Universelle 2015 de Milan. La commune de Vellevans compte 650 hectares de forêt, le commerce du bois est florissant tandis que ses 650 hectares de terre agricole font vivre seulement 4 exploitations. Il y a dans le village une production de 50 % de lait à Comté et 50 % d’Emmental. Dans la région, les bovins lait sont bien présents au nombre de 364 unités.

## Personnalités liées à la commune
En 1424, la princesse Henriette de Montbéliard précise que 42 familles de Vellevans lui appartiennent, il en reste 6 autres pour un autre seigneur et deux hommes sont « libres et francs »…